# جيمس ريان (لاعب اتحاد الرغبي)
جيمس ريان (بالإنجليزية: James Ryan)‏ هو لاعب اتحاد الرغبي نيوزيلندي، ولد في 8 فبراير 1887 في ماسترتون ‏ في نيوزيلندا، وتوفي في 17 يوليو 1957 في فيلدلينغ ‏ في نيوزيلندا.